# المانور (کالیفرنیا)
المانور، کالیفرنیا (به انگلیسی: Almanor, California) یک منطقهٔ مسکونی در ایالات متحده آمریکا است که در شهرستان پلوماس واقع شده‌است.

## خصوصیات
المانور ۰ نفر جمعیت دارد و ۱٬۳۸۸٫۰۸ متر بالاتر از سطح دریا واقع شده‌است.